# 谭抒真
谭抒真（1907年6月10日—2002年11月28日），男，汉族，山东潍县人，中国音乐教育家、乐器制作理论家，中国小提琴制作的开创者，上海音乐学院原副院长。